# Walther Konschitzky
Walther Konschitzky, Pseudonym Horst Wichland, (* 23. Januar 1944 in Bacova, Königreich Rumänien) ist ein deutscher Publizist, Fotograf und Ethnograf.

## Leben
Walther Konschitzky war der Sohn des Maschinenschlossers Jakob und der Josepha Konschitzky, geborene Wichland. Er studierte Germanistik und Rumänistik an der Universität des Westens Timișoara. Von 1967 bis 1987 war Konschitzky Redakteur der deutschsprachigen Zeitung Neuer Weg in Bukarest. Im Frühjahr 1989 siedelte er in die Bundesrepublik Deutschland aus. Seit 1992 war er Bundeskulturreferent der Landsmannschaft der Banater Schwaben. Die Stelle des Kulturreferenten entfiel 2000 nach Kürzungen von Fördermitteln des Bundes, seither engagiert sich Konschitzky ehrenamtlich. Konschitzky promovierte 2001 an der Babeș-Bolyai-Universität Cluj zum Thema „Banater Volksarchitektur. Stil und Ortnamentik“. Er veröffentlichte wissenschaftliche Beiträge und Bücher zu den Themen Publizistik, Interethnik und Ethnologie. In eigenen Fotoausstellungen zeigte er seine Dokumentations- und Kunstfotografie, darunter 2005 die Ausstellung „Temeswarer Tore“ im Europäischen Parlament in Brüssel.
Die Literaturnobelpreisträgerin Herta Müller identifizierte 2009 Walther Konschitzky anhand von Gesprächsprotokollen als Mitarbeiter des rumänischen Geheimdienstes Securitate mit dem Decknamen Sorin. Der Schriftsteller Ernest Wichner erhob ähnliche Vorwürfe. Konschitzky bestritt die Vorwürfe in einem Gespräch mit dem Schriftsteller Richard Wagner.

## Veröffentlichungen (Auswahl)
- Walter Andreas Kirchner, Banat-Verlag, Erding 2008.
- Temeswarer Tore. Türen, Tore und Portale einer mitteleuropäischen Stadt. Eine kulturgeschichtliche Perspektive, Banat Verlag, Erding 2006.
- Porţile Timişoarei, Fundaţia Interart Triade, Timișoara 2005.
- Julius Stürmer, Haus des Deutschen Ostens, München 2003.
- Deportiert in den Bărăgan 1951–1956, Haus des Deutschen Ostens, München 2001, ISBN 3-927977-19-5.
- Die Volksarchitektur im Banat: Stil und Ornamentik, Cluj-Napoca, 2000.
- 200 Jahre europäische Kunst im Banat, Städtische Galerie Harderbastei, Ingolstadt 1996.
- Johann Wolf, Landsmannschaft der Banater Schwaben, München 1994.
- Die Banater Schwaben, Bund der Vertriebenen, Kulturreferat, Bonn 1992.
- Reime, Rätsel, Kinderspiele, Editura Kriterion, Bukarest 1989.
- Märchen, Sagen und Schwänke, Editura Kriterion, Bukarest 1979, ISBN 973-26-0022-5.
- Banater Bilder, Facla-Verlag, Timișoara 1982.
- Dem Alter die Ehr, Editura Kriterion, Bukarest 1982